# Arvid Møller
Arvid Møller född den 14 oktober 1939 i Strinda, död den 26 september 2020, var en norsk författare och kulturjournalist.
Möller har skrivit ett trettiotal böcker i samarbete med norska målare och skulptörer. Hans totala bokproduktion överstiger 150 böcker om konst kultur och biografier.
Vid sidan av det egna författandet har han varit verksam vid Norsk rikskringkasting där han har arbetat med kulturprogram för radio och TV.
Han tilldelades 2005 Kungens medalj i guld för sitt arbete som författare och programskapare.